# Impasse du Cadran
Cet article possède un paronyme, voir rue du Cadran.
Rue du Cadran (Paris), ancien nom de voie parisienne.
L'impasse du Cadran est une voie située dans le quartier de Clignancourt du 18e arrondissement de Paris.

## Origine du nom

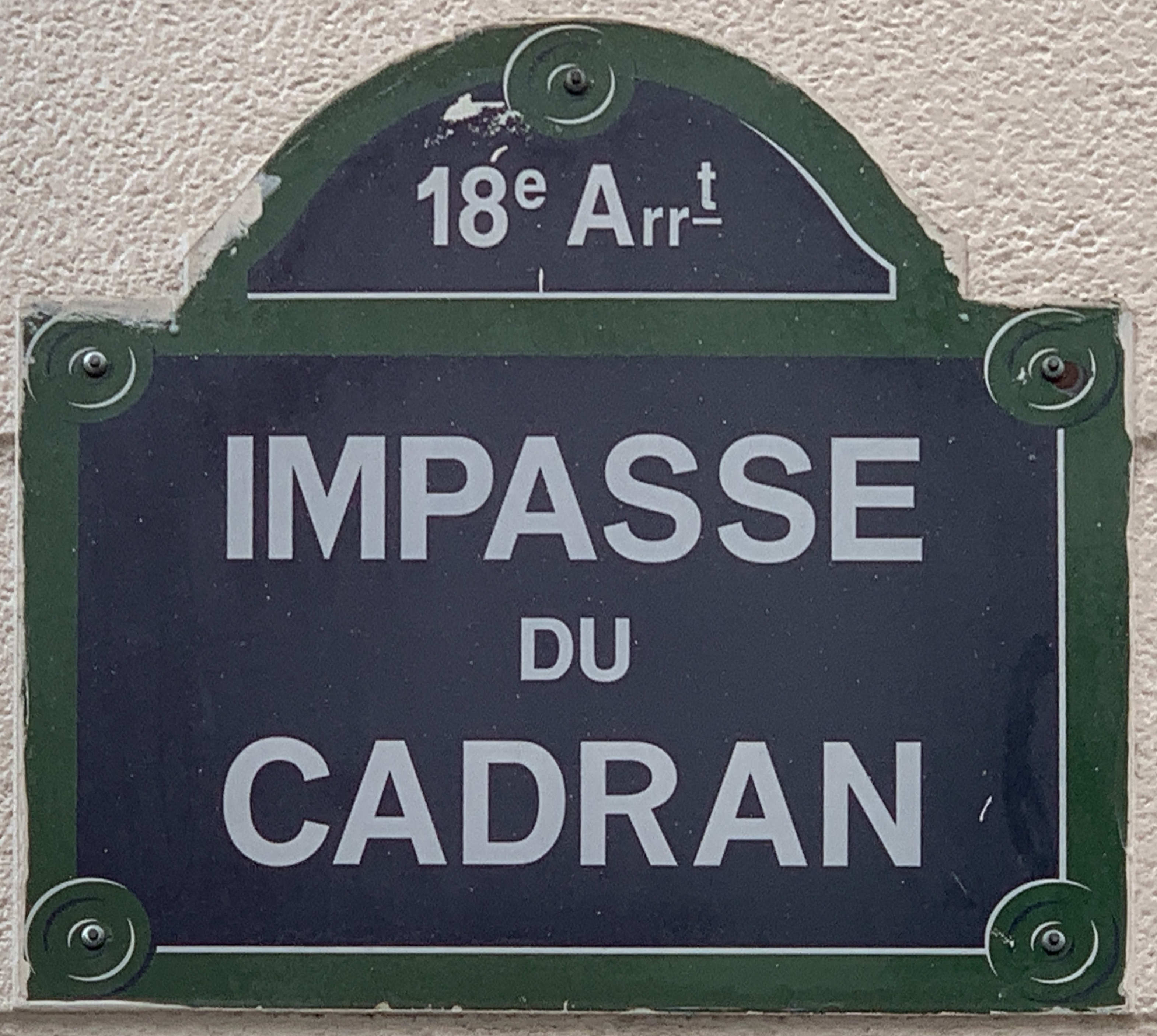
Plaque de l'impasse.

Cette voie tient son nom de la présence ancienne d'un cadran solaire en son lieu.

## Historique
Cette voie publique est classée dans la voirie parisienne par un arrêté préfectoral du 27 mars 1985.